# 손자병법

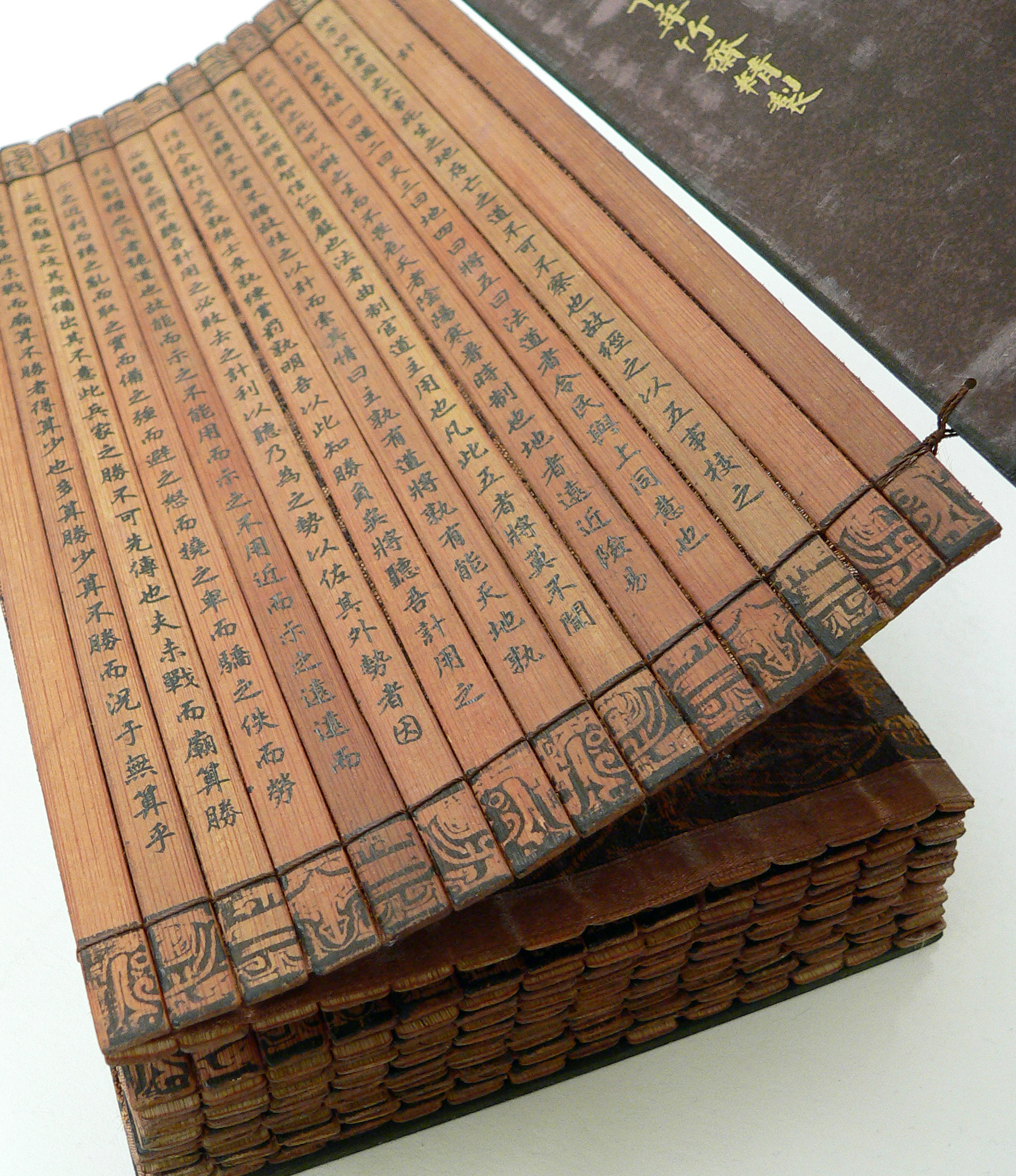
손자의 병법서

《손자병법》(중국어 간체자: 孙子兵法, 정체자: 孫子兵法, 병음: Sūnzǐ bīngfǎ 쑨쯔빙파[*] 또는 Sun Tzu 's Art of War, The Art of War)은 고대 중국의 병법서(兵法書)이다. 원본은 춘추 시대 오나라왕 합려(闔閭)를 섬기던 손무(孫武)가 쓴 것으로 알려져 있다. 현재까지 전해지는 손자병법은 조조가 원본을 요약하고 해석을 붙인 위무주손자(魏武註孫子) 13편이다.

## 원본
현존하는 판본인 손자병법 즉 위무주손자는 13편으로 구성되어 있지만, 중국 은작산에서 죽간손자병법의 발굴로 죽간손자병법이 전통적으로 전래오는 다른 판본과 다르게 손무가 생존시에 저술한 손자병법 원본과 가깝게 여겨진 판본으로 생각되었다. 또 「죽간손자병법」과 다른 전래되어 전해진 판본에는 용간편과 화공편이 순서가 틀리게 구성되었다. 한서 예문지(漢書藝文志)에는 82편과 그림 9권등 내용이 더 있다고 하나, 전해져 내려오는 것은 없다.
손무의 손자로서 전국시대 제(齊)나라의 전략가 손빈(孫臏)이 저자라는 설도 있었으나 1972년 4월, 은작산 한나라 무덤에서 엄청난 양의 죽간이 발견되어 《손자병법》과 《손빈병법》이 다르다는 것을 밝혔다. 이후의 연구결과, 손무의 기록이 손자병법의 원본이고, 손빈의 것은 제나라의 손빈 병법이라는 것이 현재까지 주류 학계의 추정이다. 한편 손무(孫武)가 지었으나 그의 후손인 손빈(孫殯)에 이르러 완성했다는 설도 있다.

## 구성
손자병법은 다음과 같이 총 13편으로 구성되어 있다.
1. 시계편(始計篇) On assessment : 전쟁에 앞서 승산을 파악하고 기본 계획을 세우는 것의 중요성, 전쟁의 승패를 결정짓는 전략(또는 전력)의 다섯가지 요소(오사)와 서로의 전략 요소를 비교하는 일곱 가지 기준(칠계), 그리고 승리를 쟁취하기 위해 적을 속이는 것의 중요성에 대해 언급하고 있다.
2. 작전편(作戰篇) On waging battle : 전쟁을 치르는데 있어서의 경제성에 대해 논한다. 전쟁의 속전속결을 강조하며, 물자를 절약하기 위해 적의 것을 빼앗아 사용하는 등의 방식을 언급한다.
3. 모공편(謀攻篇) Planning the attack : 손실이 없는 승리를 쟁취하는 방법에 대해 논한다. 싸우지 않고 이기는 것, 그리고 지피지기의 원리를 제시하고 있다.
4. 군형편(軍形篇) Strategic positions : 군의 형세를 보고 승패를 논함. 먼저 승리할 수 있는 태세를 갖추어 놓고 전쟁을 추구하는 만전주의를 언급하고 있다.
5. 병세편(兵勢篇) Strategic Advantages : 공격과 방어, 세의 활용을 논함. 용벙에서 정병과 기병의 원용에 대하여 언급하고 있다.
6. 허실편(虛實篇) The weak points and the strong points : 주도권과 집중을 논함. 적의 강점을 피하고 허점을 강조하고 있다.
7. 군쟁편(軍爭篇) Armed contest : 실제 전투의 방법을 서술. 유리한 위치를 선점하는 문제(군쟁)와 이를 위한 우회기동(우직지계)의 중요성을 강조하고 있다.
8. 구변편(九變篇) Adapting to the Nine Contingencies : 변칙에 대한 임기응변(구변), 승리할 수 있는 유리한 조건(오리), 장수가 경계해야 할 위험(오위) 및 만전의 대비태세를 강조하고 있다.
9. 행군편(行軍篇) Deploying the army : 행군과 주둔시 유의해야 할 사항, 정보 수집을 위한 각종 상황에 대하여 언급하고 있다.
10. 지형편(地形篇) The terrain : 지형의 이해 득실과 장수의 책임을 논하고 있다.
11. 구지편(九地篇) The nine terrains : 지형의 이용, 적의 취약점 조성과 주도권 쟁취, 기동의 신속성을 강조하고 있다.
12. 화공편(火攻篇) Attack by Fire : 화공의 원칙과 방법을 설명하고 전쟁과 전투를 신중히 할 것을 강조하고 있다.
13. 용간편(用間篇) Use of espionage : 정보의 중요성과 그를 위해 간첩을 이용하는 방법에 대하여 논하고 있다.

## 내용

### 전체적 특징
- 비호전적 - 전쟁을 간단하게 일으키는 것이나, 장기전에 의한 국력 소모를 경고한다. 이 점에 대해 도가 사상의 연관성을 있다고 하여서 그 점에 대한 연구도 있다.(모공편)
- 현실주의 - 치밀하게 관찰한 모습에 근거하여, 전쟁의 여러 가지 양상을 구별하여, 그 상황에 대응한 전술을 시행하였다.(모공편)
- 주도권의 중시하는 것이 좋은 것이라고 했다.(허실편)
- 부전승 사상 - 실질적인 전쟁을 벌이지 않고 정치, 외교 차원에서 적을 이기거나 적 군사력을 와해시키므로서 승리하는 것을 최상으로 보았다. 벌모, 벌교, 벌병, 벌성이라 하였는데, 벌모는 적의 전략을 와해시키는 것이고 벌교는 적의 동맹관계, 벌병은 적의 군사력, 그리고 벌성은 적의 성을 공략하는 것이다. (모공편)
- 정보의 중요성 - 용간편에서 강조되듯 정보는 대전략 차원에서든 전술차원에서든 중요한 요소임을 강조한다.
- 환경을 강조 - 시계편에서부터 전체적으로 환경의 중요성을 강조하면서 유리한 조건에서 싸워야 한다고 주장하고 있다.

### 유명한 내용
지피지기 백전불태(知彼知己 百戰不殆)는 손자병법 모공편에 나오는 말로 자신과 상대방의 상황에 대하여 잘 알고 있으면 백번 싸워도 위태로울 것이 없다는 뜻이다. 이 부분의 원문은 知彼知己 百戰不殆 不知彼而知己 一勝一負 不知彼不知己 每戰必殆 (지피지기 백전불태 부지피이지기 일승일부 부지피부지기 매전필태)로 적을 알고 나를 알면 백번 싸워도 위태로울 것이 없으나 나를 알고 적을 모르면 승과 패를 각각 주고받을 것이며 적을 모르는 상황에서 나조차도 모르면 싸움에서 반드시 위태롭다라는 뜻을 가지고 있다.

## 해설서
- 현재 전하는 손자병법은 조조가 주석 및 정리한 것으로 보는 것이 역사적 관례이다.[3][4]

- 중국 한나라 조조, 당나라의 두목(杜牧), 이전(李筌), 진호(陳皥), 맹씨(孟氏), 가림(賈林), 두우(杜佑), 송나라 시대의 장예(張預), 매효신(梅堯臣), 왕석(王晢), 하씨(何氏) 등으로 알려지거나 추측되는 열한명 이상의 주석가를 거론하여 송대에 길천보(吉天保)편찬으로 유래하는 십가주(十家注) 손자병법 및 이후에 이를 추가하여 편찬한 십일가주(十一家注) 손자병법[5][6][7]

- 중국 명나라 유인(劉寅)의 무경칠서 중 손자병법[8] 손자병법에 유인(劉寅)이 주석을 달고 풀이한 책을 손무자직해(孫武子直解)[9]라고 한다.

- 조선 수양대군이 주석을 단 무경칠서주해중 손자병법[10]

## 오해
지피지기 백전불태(知彼知己 百戰不殆)를 지피지기 백전백승 혹은 지피지기 백전불패로 잘못 알고 사용하는 사람도 있다. 그 의미는 비슷하지만, 엄밀히 말해 서로 다르다. 그리고 불태(不殆)라는 단어는 위태롭지 않다는 뜻이다.
또한, 36계를 손자병법의 내용으로 오인하는 경우가 많다. 제 1계인 만천과해(瞞天過海)를 시작으로 마지막 36번째 계략인 주위상(走爲上)으로 끝나는 36계는 손자병법의 내용이 아니고, 36계라는 책에 나온 말이다.

## 손자병법의 애독자
- 소설 삼국지의 등장인물 조조가 있다. (특히 조조는 손자병법의 화공계략의 요점만을 엮어 맹덕신서를 편찬하기도 하였다.)
- 일본 센고쿠 시대의 명장 다케다 신겐이 있다.
- 프랑스의 황제 나폴레옹 역시 손자병법을 애독했다고 하나 명확한 증거는 없다.
- 조선의 명장 이순신 역시 손자병법을 애독하였다고 하나 이 역시 명확한 증거는 없다.(다만 손자병법은 당시 무과시험 기본서에 해당되어  무관이라면 반드시 읽어야만 했다.)

## 기타 관련 병법서

### 동양 병법서
- 징비록 - 임진왜란 후에 앞으로는 이런 환란을 막고자 조선의 류성룡의 저작하였으나 거꾸로 조선보다 일본에서 많이 읽어  조선을 향한 일본의 침략 병법 참조서로 사용되게 된다.
- 오륜서 - 미야모토 무사시가 저작한 책이다.
- 손빈병법 - 손빈(孫臏)이 쓴 것으로, 손빈은 손자의 후손이다. 손자병법의 저자가 손빈이라는 설도 있었으나, 1972년 산둥성 임기현에서 '손자병법'과 '손빈병법' 이 두 가지의 죽간이 함께 출토됨으로써 각 저자가 다르다는 것이 판명되었다.
- 오자병법 - 오기가 쓴 것으로, '무능한 지휘자는 적보다 무섭다', 또는 '필사즉생 행생즉사'( 죽고자하면 살고, 요행히 살고자하면 죽는다.) 등의 말로 유명하다.
- 육도 - 주나라 태공망(강상)이 쓴 것처럼 구성되어 있으나, 전국시대이후에 쓰여진 것으로 보는 게 정설이다. 따라서 엄밀히 말하면 위서(僞書)라고 할 수 있으나, 무명의 지은이가 자신의 책을 널리 알리기 위해 옛사람의 이름을 빌렸다고 보면 될 것이다.
- 사마법 - 제나라의 장군인 사마양저의 병법서이다.(사마양저병법으로 불린다.)
- 위료자 - 진시황의 병법가 위료가 저작한 병법서이다.
- 삼략 - 황석공이 쓴 병법서이다. 후에 장량에게 삼략을 건내주었다. 육도와 함께 육도삼략으로 많이 알려져 있다.
- 황석공소서 - 황석공이 그의 제자 장량에게 전한 글이라는 설이 있다.
- 제갈량심서 - 제갈량이 쓴 것으로 알려져 있다. 정비석의 삼국지연의의 부록으로 첨부되어 있다.
- 이위공문대 - 이정이 자신과 당태종 이세민이 병법에 대하여 대화한 기록한 병법서이다.
- 기문둔갑장신술 - 헌원황제이전시대부터 유래, 당나라 건국때 금서로 정해졌다가 후세에 여러 가지 기록을 편집한 책이다.
- 연파조수가 - 연파기문에서 내려오는 중국 기문둔갑 병법 고전이다.
- 승폐통변 - 사마천의 태사공자서에 나오는 병법부분이다.
- 편의십육책 - 제갈량이 쓴 것으로, 송나라때 장예가 손자병법에 주석을 달면서 편의십육책을 인용한 사례가 있다한다. 제갈량심서와 더불어 제갈량이 사망할 때 강유에게 물려준 서적이다.
- 백전기략 - 명나라 주원장을 도운  유백온이 쓴 병법서이다.
- 삼십육계 - 남북조시대 단도제장군이 정리했다고 전해짐.  <제서>의 「왕경즉전」에 나오는 `王敬則曰 檀公三十六策 走爲上計`, 즉 `단공이 말한 36가지의 책략 중에 달아나는 것이 가장 나은 계책이다`라는 말이 줄어서 `삼십육계`가 되었다고합니다.
- 기효신서 - 중국 명나라 장군 척계광(戚繼光)이 왜구 소탕 대비책으로 편찬한 병서(兵書).

### 한국의 병법서
- 김해병서 - 연려실기술, 증보문헌비고, 고려사 등에 등장하는 병법서로, 고구려의 연개소문이 지었다는 설이 있다.
- 무오병법 - 삼국사기에 나오는 신라에 무오대사가 지었다는 병법서.
- 육진병법 - 신라 아찬 설수진이 지었다는 병법서이다.
- 신진법  - 문종 1년 임금이 친히 지어 김종서,정인지등에게 제정 하도록 한 병법. '조선왕조실록에 학익진등 13가지 진법에 대해 상세히 기술됨'
- 무비요람 - 철종 6년에 해서병마절도사 조우석이 편찬한 책으로 『무비지(武備志)』,『기효신서(紀效新書)』,손자(孫子), 위료자(尉蓼子), 이세민 등등의 기록을 근거로 병법을 정리한 책
- 동국병감 - 선조 41년 간행된 책으로 한무제와 고조선의 전투부터 시작해서 이성계의 전투기록까지 한국과 중국과의 30회의 전투를 기록한 책이다.
- 진법 陣法  -  1492년(성종 23) 간행. 조선왕실에 전해내려오던 '진설'과 '소자진서','대자진서'을 정리한 책 '동국병감'과 함께 조선 병법의 기본이 되는 책이다.
- 민보의 - 정약용이 여러병법들을 정리하고 주석을 달아놓은 책
- 삼봉 정도전의 저작들 - '팔진삼십육변보도', '강무도', '오행진출기도', '진법'등을 지었다. '진법' 훗날 오위진법의 모태가된다.
- 이순신의 저작들 - 난중일기 같은 책이나  '우수영전진도첩'등등에 소개되는 학인진, 팔진도등 여러 도해들이 전해내려온다.
- 증손전수방략 - 임진왜란이 일어나기전 류성룡이 저작하여 이순신에게 줬다는 병법서. 기효신서를 많이 참조했다 함
- 오위진법- 문종과 세조가 직접 집필과 편찬 과정에 나서 만든 1492년에 완성된 조선의 공식적인 병법서(교과서)이다.
- 병학지남- 임진왜란 이후 오위진법을 개량하여 1600년에 완성한 조선의 공식적인 병법서(교과서)이다.
- 연기신편- 1660년(현종 1) 안명로(安命老)가 편찬한 병서.  조선의 방진·직진·예진·원진·곡진·학익진·장사진·조운진·언월진·어린진·각월진과 중국의 구군팔진도, 연기팔진도, 제가병진도 등등 조선,중국의 모든 병법에 대하여 정리하였고 기문둔갑초등의 천문술수에 대해서도 서술한 책이지만 아직까지 한글 번역서가 존재하지 않는다.
- 병장도설 - '오위진법'을 1742년(영조18)에 재간행 책으로 실 전술에 쓸 수 있는 진도인 하도(河圖)·낙서(洛書)·곡진(曲陣)·예진도(銳陣圖)·오위연곡진(五衛連曲陣)·오위연예진(五衛連銳陣) 등의 전술도가 그림으로 자세하게 그려져 있다.  (KOCCA 문화콘텐츠닷컴에 조선 진법관련 도해들과 재현자료를 볼 수 있다 http://www.culturecontent.com/content/contentMain.do?search_div=CP_THE&search_div_id=CP_THE009&cp_code=cp0230 )

### 서양 병법서
- 전쟁론 - 클라우제비츠 저.
- 군주론 - 마키아벨리 저.
- 전쟁의 예술 - 마키아벨리 저.
- 전쟁의 기술 - 로버트 그린 저.

## 같이 보기
- 병법
- TV 손자병법
- 출판 논문 (treatise)